# Marc Bureau
Marc Bureau (Kanada, Québec, Trois-Rivieres, 1966. május 19. –) profi jégkorongozó.

## Karrier
Komolyabb junior karrierjét a QMJHL-ben kezdte 1983-ban. Ebben a ligában 1987-ig játszott. Ezalatt megfordult a Chicoutimi Sagueneensben, a Granby Bisonsban és a Longueuil Chevaliersben. Sosem draftolták. Felnőtt karrierjét az IHL-es Salt Lake Golden Eaglesben kezdte 1987-ben. Itt négy idényt játszott. Az 1989–1990-es szezonban bemutatkozozz az NHL-ben a Calgary Flames színeiben majd visszaküldték a Salt Lake Golden Eaglesbe de ismét felhívták a Calgary-ba. Innen Minnesota North Starsba került két szezonra és közben játszott az IHL-es Kalamazoo Wingsben. 1992 és 1995 között a Tampa Bay Lightning játékosa volt. 1995 és 1998 között a Montréal Canadiens játékosa volt. Ezután még két évet a Philadelphia Flyersben játszott valamint a Calgary Flamesbe visszatért egy kis időre. Az AHL-es Saint John Flamesből vonult vissza 2001-ben.

## Díjai
- IHL Második All-Star Csapat: 1990, 1991